# Lijst van spelers van het Venezolaanse voetbalelftal
Deze lijst van spelers van het Venezolaans voetbalelftal geeft een overzicht van alle voetballers die minimaal 25 interlands achter hun naam hebben staan voor Venezuela. Vetgezette spelers zijn in 2015 nog voor La Vino Tinto uitgekomen.

## Overzicht
Bijgewerkt tot en met het WK-kwalificatieduel tegen  Ecuador op 17 november 2015.
| №  | Naam speler           | Interlands | Goals | Debuut | Laatst |
| -- | --------------------- | ---------- | ----- | ------ | ------ |
| 1  | Juan Arango           | 129        | 23    | 1999   | 2015   |
| 2  | José Manuel Rey       | 115        | 11    | 1997   | 2011   |
| 3  | Jorge Alberto Rojas   | 91         | 3     | 1999   | 2009   |
| 4  | Miguel Mea Vitali     | 85         | 1     | 1999   | 2012   |
| 5  | Gabriel Urdaneta      | 77         | 9     | 1996   | 2005   |
| 5  | Luis Vallenilla       | 77         | 1     | 1996   | 2007   |
| 7  | Oswaldo Vizcarrondo   | 69         | 8     | 2004   | 2015   |
| 8  | Tomás Rincón          | 67         | 0     | 2008   | 2015   |
| 9  | Ruberth Morán         | 65         | 14    | 1996   | 2007   |
| 9  | Giancarlo Maldonado   | 65         | 22    | 2003   | 2011   |
| 11 | Leopoldo Jiménez      | 64         | 0     | 1999   | 2005   |
| 11 | Ricardo Páez          | 64         | 7     | 2000   | 2007   |
| 13 | Gabriel Cichero       | 63         | 3     | 2004   | 2015   |
| 14 | César González        | 62         | 5     | 2004   | 2015   |
| 14 | Roberto Rosales       | 62         | 0     | 2007   | 2015   |
| 14 | Renny Vega            | 62         | 0     | 1999   | 2013   |
| 17 | Franklin Lucena       | 61         | 2     | 2007   | 2015   |
| 17 | Luis Seijas           | 61         | 2     | 2006   | 2015   |
| 19 | Leonel Vielma         | 58         | 4     | 2000   | 2008   |
| 20 | Rafael Dudamel        | 57         | 1     | 1993   | 2010   |
| 21 | Héctor González       | 53         | 4     | 2001   | 2007   |
| 21 | Nicolas Fedor         | 53         | 11    | 2006   | 2015   |
| 21 | Luis Enrique Vera     | 53         | 2     | 1996   | 2007   |
| 24 | Juan Enrique García   | 49         | 7     | 1993   | 2009   |
| 24 | Alejandro Guerra      | 49         | 4     | 2006   | 2015   |
| 26 | Alexander Rondón      | 48         | 5     | 1999   | 2010   |
| 27 | Gilberto Angelucci    | 47         | 0     | 1995   | 2005   |
| 27 | Alejandro Cichero     | 47         | 2     | 2002   | 2007   |
| 29 | José Salomón Rondón   | 46         | 14    | 2008   | 2015   |
| 29 | Grenddy Perozo        | 46         | 2     | 2006   | 2014   |
| 31 | Alejandro Moreno      | 41         | 3     | 2004   | 2012   |
| 32 | Leonardo González     | 39         | 0     | 1993   | 2008   |
| 32 | Edson Tortolero       | 39         | 3     | 1993   | 2006   |
| 34 | Daniel Noriega        | 38         | 5     | 1996   | 2005   |
| 35 | Giacomo Di Giorgi     | 37         | 0     | 2002   | 2012   |
| 36 | Wilfredo Alvarado     | 36         | 2     | 1997   | 2008   |
| 37 | Pedro Acosta          | 34         | 2     | 1979   | 1989   |
| 37 | Stalin Rivas          | 34         | 3     | 1989   | 1996   |
| 39 | Elvis Martínez        | 33         | 0     | 1993   | 2002   |
| 40 | Daniel Arismendi      | 31         | 11    | 2006   | 2011   |
| 40 | Sergio Hernández      | 31         | 0     | 1993   | 1996   |
| 40 | Alexander González    | 31         | 1     | 2011   | 2015   |
| 43 | Luis Filosa           | 30         | 0     | 1993   | 2000   |
| 43 | Giovanni Pérez        | 30         | 0     | 1997   | 2007   |
| 45 | Jonay Hernández       | 29         | 0     | 2003   | 2008   |
| 46 | Cristian Cásseres     | 28         | 2     | 1999   | 2008   |
| 46 | Juan Fuenmayor        | 28         | 0     | 2005   | 2015   |
| 46 | Miguel Echenausi      | 28         | 2     | 1991   | 2000   |
| 49 | José Leonardo Morales | 27         | 0     | 2000   | 2014   |
| 50 | Fernando De Ornelas   | 26         | 5     | 1999   | 2007   |
| 50 | David McIntosh        | 26         | 0     | 1996   | 1999   |
| 50 | Juan Fuenmayor        | 26         | 0     | 2005   | 2011   |
| 50 | José Leonardo Morales | 26         | 0     | 2000   | 2012   |
| 50 | Francisco Flores      | 26         | 1     | 2008   | 2012   |
| 55 | Gerson Díaz           | 25         | 1     | 1993   | 1997   |
| 55 | Pedro Febles          | 25         | 5     | 1979   | 1989   |
| 55 | Yohandry Orozco       | 25         | 1     | 2010   | 2014   |

FVF · A-internationals · Selecties · Bondscoaches · Statistieken · Venezolaans vrouwenelftal · Olympisch elftal · Venezuela U21 · Venezuela U20 · Venezuela U19 · Venezuela U18 · Venezuela U17
1938 – 1949 ·
1950 – 1959 ·
1960 – 1969 ·
1970 – 1979 ·
1980 – 1989 ·
1990 – 1999 ·
2000 – 2009 ·
2010 – 2019 ·
2020 – 2029
1938 · 
1939–1945 · 
1946 · 
1947 · 
1948 · 
1949 · 1950 · 
1951 · 
1952 · 1953 · 1954 · 
1955 · 
1956 · 
1957–1964 · 
1965 · 
1966 · 
1967 · 
1968 · 
1969 · 
1970 · 
1971 · 
1972 · 
1973 · 
1974 · 
1975 · 
1976 · 
1977 · 
1978 · 
1979 · 
1980 · 
1981 · 
1982 · 
1983 · 
1984 · 
1985 · 
1986 · 
1987 · 
1988 · 
1989 · 
1990 · 
1991 · 
1992 · 
1993 · 
1994 · 
1995 · 
1996 · 
1997 · 
1998 · 
1999 · 
2000 · 
2001 · 
2002 · 
2003 · 
2004 · 
2005 · 
2006 · 
2007 · 
2008 · 
2009 · 
2010 · 
2011 · 
2012 · 
2013 · 
2014 · 
2015 · 
2016 · 
2017 ·
2018 ·
2019 ·
2020 ·
2021 ·
2022 ·
2023 ·
2024
Angola ·
Argentinië ·
Aruba ·
Australië ·
Bahama's ·
Bermuda ·
Bolivia ·
Brazilië ·
Canada ·
Chili ·
China ·
Colombia ·
Costa Rica ·
Cuba ·
Dominicaanse Republiek ·
Ecuador ·
El Salvador ·
Estland ·
Guatemala ·
Guinee ·
Haïti ·
Honduras ·
IJsland ·
Iran ·
Italië ·
Jamaica ·
Japan ·
Joegoslavië ·
Malta ·
Mexico ·
Moldavië ·
Nederlandse Antillen ·
Nicaragua ·
Nieuw-Zeeland ·
Nigeria ·
Noord-Korea ·
Oezbekistan ·
Oostenrijk ·
Panama ·
Paraguay ·
Peru ·
Puerto Rico ·
Saoedi-Arabië · 
Spanje ·
Syrië ·
Trinidad en Tobago ·
Uruguay ·
Verenigde Arabische Emiraten ·
Verenigde Staten ·
Zuid-Korea ·
Zweden ·
Zwitserland